# Craugastor rayo
Craugastor rayo is een kikker uit de familie Craugastoridae. De soort werd voor het eerst wetenschappelijk beschreven door Jay Mathers Savage en James E. DeWeese in 1979. Oorspronkelijk werd de wetenschappelijke naam Eleutherodactylus rayo gebruikt.
De soort komt voor in delen van Midden-Amerika en leeft endemisch in Cordillera de Talamanca, Costa Rica.